# Желединци (Хунедоара)
Желединци (рум. Jeledinți) насеље је у Румунији у округу Хунедоара у општини Мартинешти. Oпштина се налази на надморској висини од 283 m.

## Становништво
Према подацима из 2002. године у насељу је живело 252 становника.

### Попис2002.
| Расподела становништва по националности 2002.‍ | Расподела становништва по националности 2002.‍ | Расподела становништва по националности 2002.‍ | Расподела становништва по националности 2002.‍ | Расподела становништва по националности 2002.‍ |
| --------------------------------------------- | --------------------------------------------- | --------------------------------------------- | --------------------------------------------- | --------------------------------------------- |
|                                               |                                               |                                               |                                               |                                               |
| Румуни                                        | Румуни                                        |                                               | 121                                           | 48,0%                                         |
| Мађари                                        | Мађари                                        |                                               | 131                                           | 52,0%                                         |